# Sint-elmsvuur

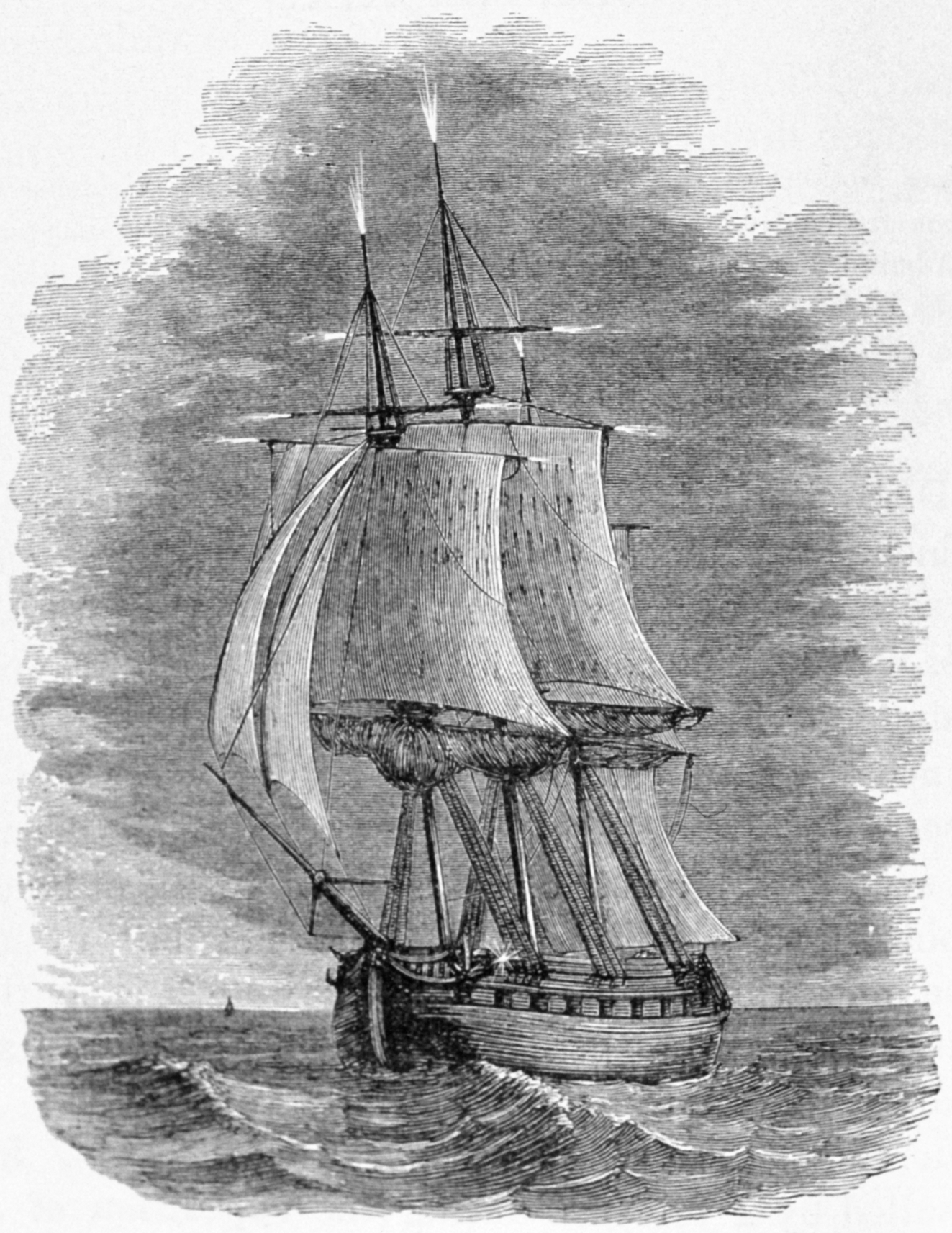
Sint-elmsvuur aan de top van scheepsmasten

(Sint-)elmsvuur is een lichtverschijnsel. Dit verschijnsel treedt op wanneer grote ladingsverschillen worden opgebouwd voordat de ontlading komt. Dan kan het gebeuren dat voorwerpen bij de grond zo sterk geladen worden, dat er (positief) geladen vonken uit weglekken. Dit kan bij uitstekende voorwerpen gebeuren zoals antennes en scheepsmasten. Dit verschijnsel heeft een groen- of blauw-wit-achtige kleur. Wanneer er ook nog een ontlading in de buurt is, kan de bliksem elk moment inslaan. Sint-elmsvuur mag niet verward worden met een bolbliksem, hoewel de twee fenomenen verwant zijn.
Soms verschijnt sint-elmsvuur op toppen en bergkammen, wat wijst op een naderend onweer. Bij daglicht is sint-elmsvuur natuurlijk moeilijker waar te nemen, maar het sissende geluid ervan en de vreemde gewaarwording van geëlektrificeerd hoofdhaar kan een teken zijn van een ontlading, zelfs bij blauwe hemel.
Benjamin Franklin was de eerste die het vreemde licht herkende als een elektrisch fenomeen.

## Etymologie
Sint-elmsvuur is genoemd naar Erasmus van Formiae, patroonheilige van de zeelui, die in het verschijnen ervan voortekenen van naderend onheil zagen.

## Vliegtuigen en vulkanen
Bij vliegtuigen is sint-elmsvuur geen ongewoon verschijnsel. Bij grote verschillen in elektrische lading tussen luchtlagen licht het sint-elmsvuur op op vlakken dwars op de luchtstroming zoals neus, cockpitraam en soms de voorrand van de motoren. Het verschil in lading ontstaat voornamelijk bij grote buien zoals in de tropen, maar kan bij elke grote onweersbui ontstaan. Ook bij vulkanisch as in de atmosfeer kan de lading en dus het sint-elmsvuur voorkomen.

## Grootschalig sint-elmsvuur
Grootschalig sint-elmsvuur vertoont zich als vlamvormige elektrische ontladingen waarbij mensen, gebouwen, en grote oppervlakken door vlammenzeeën worden omhuld. Grootschalig sint-elmsvuur wordt gewoonlijk voorafgegaan door een sterke donderslag. Ofschoon de waarnemers in de vlammen staan, ondervinden ze enkel het gevoel van milde elektrische ontladingen en lichte moeilijkheden met de ademhaling.

## Verticale lichtzuilen boven de toppen van het Andesgebergte
Onweer is een vrij zeldzaam verschijnsel in Chili. Dit feit zou een verklaring kunnen zijn voor de merkwaardige verticale lichtzuilen die wel eens boven de toppen van het Andesgebergte worden waargenomen. De toppen fungeren daarbij als reusachtige bliksemafleiders die in plaats van bliksems stille ontladingen tonen, verwant aan grootschalig sint-elmsvuur. De visuele ontladingen vinden plaats gedurende het warme seizoen vanaf de late lente tot de herfst, en schijnen enkel voor te komen boven bepaalde vaste locaties in het gebergte. De kleur van deze verticale lichtzuilen is een vaal soort geel, soms roodachtig. Een merkwaardigheid in verband met deze lichtzuilen is het feit dat ze zich opvallend vertonen tijdens aardbevingen.